# Miracle in Lane 2
Miracle in Lane 2 (título en español: El sueño de un campeón) es una Película Original de Disney Channel transmitida por primera vez en Estados Unidos el 13 de mayo del 2000, por Disney Channel. Fue dirigida por Greg Beeman y protagonizada por Frankie Muniz, Rick Rossovich, Molly Hagan, Patrick Levis, Roger Aaron Brown y Tuc Watkins.

## Reparto
- Frankie Muniz - Justin Yoder
- Rick Rossovich - Myron Yoder
- Molly Hagan - Sheila Yoder
- Patrick Levis - Seth Yoder
- Roger Aaron Brown - Vic Sauder
- Tuc Watkins - Dios/Bobby Wade
- Brittany Bouck - Cindy
- Todd Hurst - Brad
- Kara Keough - Teresa
- Joel McKinnon Miller - Bill
- Holmes Osbourne - Randall
- Freda Fon Shen - Dr. Kwan
- Christian Copelin - Pipsqueak
- Judith Drake - Voluntario
- Rick Fitts - Entrenador de fútbol
- Jim Jansen - Ministro
- James Lashly - Hombre con chaqueta de cuero
- Tom Nolan - Entrenador de baseball
- Milt Tarver - Gobernador mayor
- Tom Virtue - Locutor
- Ethan Cutuli - Corredor/Fan

## Premios

### Ganadora
- Premios del Sindicato de Directores, 2001 - Excelente dirección en programas infantiles: Greg Beeman (director), Christopher Morgan (jefe de producción), Lisa C. Satriano (asistente del director), Nick Satriano (segundo asistente del director).
- Premios Humanitas, 2001 - Categoría Acción en vivo infantil: Joel Kauffmann, Donald C. Yost.
- Premios Young Artist, 2001 - Mejor desempeño en una película para TV (Drama), Actor joven secundario: Patrick Levis.

### Nominada
- Premios del Gremio de Escritores de América, 2001 - Guion infantil: Joel Kauffmann, Donald C. Yost.
- Premios Young Artist - Mejor desempeño en una película para TV (Drama), Actor joven principal: Frankie Muniz.
- Premios Young Artist - Mejor película para TV/piloto/miniserie familiar.